# Rhaunen
Rhaunen – miejscowość i gmina w Niemczech, w kraju związkowym Nadrenia-Palatynat, w powiecie Birkenfeld, wchodzi w skład gminy związkowej Herrstein-Rhaunen. Do 31 grudnia 2019 siedziba administracyjna gminy związkowej Rhaunen.

## Współpraca
Miejscowości partnerskie:
- Drebach, Saksonia
- Saint-Valérien, Francja